# Natriumvätekarbonat
Natriumvätekarbonat (gammalt namn: natriumbikarbonat, eller bara bikarbonat ), NaHCO3, är ett av kolsyrans natriumsalter. I ren form är det ett vitt pulver.
Natriumvätekarbonat sönderdelas vid uppvärmning och vid kontakt med syror under avgivande av koldioxid och vatten. Detta används praktiskt i bland annat pulversläckare, en typ av brandsläckare som innehåller pulver som släckmedel. Inom matlagningen används det, ofta i form av bakpulver, som ett hävningsmedel vid bakning. 
Brustabletter innehåller förutom natriumvätekarbonat bland annat även en lämplig syra i fast form, till exempel vinsyra. Då ämnena löses i vatten frigörs koldioxid och lösningen blir kolsyrad. [källa behövs]
Vätekarbonatjonen (HCO3-) ingår naturligt i magtarmkanalens slem för att förhindra saltsyrans frätande verkan. Det utsöndras från de så kallade Brunnerska körtlarna och från bukspottskörteln in i tolvfingertarmen för att neutralisera magsyrans pH-värde.  
"Bikarbonatpulver" har traditionellt används som en huskur mot halsbränna i doseringen ½-1 tesked.
Natriumvätekarbonat är ett godkänt surhetsreglerande tillsatsmedel och har, tillsammans med natriumkarbonat, E-nummer E500.
Natriumvätekarbonat är olöslig i bland annat alkohol och oljor. Det är tämligen lättlösligt i vatten men mindre lösligt i kallt vatten. I vatten bildar natriumvätekarbonatet natriumjoner och vätekarbonatjoner. De senare disproportioneras till en liten del till karbonat CO32- och kolsyra H2CO3.
Det bryts ned av värme och fukt, därför är det viktigt att förvara bikarbonatet torrt och i väl tillsluten behållare.

## Bikarbonat som jäsmedel vid bakning
Natriumvätekarbonat är ett mineraliskt "jäsmedel" som verkar genom att bilda koldioxid vid gräddningen. Till skillnad från bakpulver saknar jäsmedlet en syra-del vilket innebär att en syrlig ingrediens behöver tillsättas för att bildningen av koldioxid, alltså jäsningen, ska påbörjas, som exempelvis gräddfil, filmjölk eller lingon. Natriumvätekarbonat ger eventuellt en viss bismak och om det används i vanlig sockerkaka en gul-brun-grön missfärgning. Med anledning av detta används "bikarbonat" främst i kakor där brun färg föredras, som mjuk pepparkaka och morotskaka. 
Vid stora mängder natriumvätekarbonat kan tarmarna genomgå en svällning som kan leda till symptom såsom kräkning och blod i urinen. Även magsäcken kan genomgå en svällning och magsaften kan fräta på viktiga organ som levern som kan leda till koma och i värsta fall döden.[källa behövs]

## Framställning
Bikarbonat framställs industriellt genom att låta natriumkarbonat reagera med koldioxid och vatten enligt formeln:
Na2CO3 + CO2 + H2O → 2 NaHCO3
Bikarbonat som kan köpas i butiker framställs på liknande sätt genom att soda utvunnen från mineralen trona löses i vatten, lösningen behandlas sedan med koldioxid. 

Natriumkarbonat kan framställas av bikarbonat genom att man värmer upp det i en ugn eller i kastrull på hög värme. Man märker direkt skillnad på de två substanserna då bikarbonat klumpar sig lätt till små bitar medan natriumkarbonat blir mer som len sand och ljusare i färgen.

## "Bikarbonat" som skönhetsprodukt, medicin och rengöringsmedel
"Bikarbonat" har visat sig ha positiva effekter inom många områden. Det är en gammal huskur mot hosta, det har en blekande effekt på tänder (bör dock inte användas då det slipar bort emaljen på tänderna), det kan skrämma bort myror från köksskåp och andra utrymmen och går att använda som putsmedel.